# Plaça de la Creu (Casserres)
La Plaça de la Creu és un conjunt arquitectònic de Casserres (Berguedà) inclòs en l'Inventari del Patrimoni Arquitectònic Català.

## Descripció
La plaça de la Creu està datada entre els segles xvii i XVIII i conserva el seu traçat original, que és de perfil irregular i allargat, amb un cert desnivell. Està ubicada darrere l'església. Les cases que en formen part tenen el parament de pedra vista i consten de planta baixa i dos pisos, amb les portes d'arc de mig punt adovellades.
Algunes cases que voregen la plaça són ca l'Urbici, cal Cerdans, cal Gotlla i cal Nen Xic. Fa temps, als baixos de ca l'Urbici hi havia el cafè del Centre Catòlic. A l'espai comprès entre la casa de P. Santasusagna i R. Sitjes, hi havia una casa tota de pedra i una finestra gòtica geminada. Des del segle xvii era la residència de la família Marimon.
Al centre de la plaça hi ha una creu de terme, destruïda durant la Guerra Civil, reconstruïda posteriorment i restaurada el 1971.

## Història
Casserres era una vila fortificada en temps medievals; d'aquesta època conserva el traçat dels carrers més antics i l'estructura general de la vila fins que l'any 1653 fou cremada i saquejada. Un cop acabada la guerra dels segadors i davant la insitència dels reductes enemics concentrats a Casserres. Gabriel de Llupià cremà la vila i n'enderrocà totes les muralles. Recuperada lentament, la vila fou cremada de nou el 1713 pels miquelets. L'aspecte de la plaça de la Creu, tot i tenir l'estructura medieval, és d'aquesta època, així com el carrer Major.
Les obres de rehabilitació del carrer Major i Nucli antic de Casserres d'època recent han estat cofinançades pel Fons de Desenvolupament Regional de la Comunitat Europea, l'any 2002.